# Port lotniczy Północno-Środkowa Wirginia Zachodnia
Port lotniczy Północno-Środkowa Wirginia Zachodnia (IATA: CKB, ICAO: KCKB) – port lotniczy położony w Bridgeport, w stanie Wirginia Zachodnia, w Stanach Zjednoczonych.